# David Victor Kelly
Sir David Victor Kelly, GCMG MC (* 14. September 1891; † 27. März 1959 in Tara House, Inch, County Wexford, Irland) war ein britischer Botschafter.

## Leben
1920 heiratete David Victor Kelly während seines Einsatzes in Argentinien Isabela Adela Mills, mit der er zwei Kinder hatte; sie starb 1927. Im Jahre 1929 ehelichte Kelly seine zweite Frau, Renee Marie-Noele de Jouda de Vaux.
Als Gesandter in Bern verhandelte Kelly Anfang 1940 mit Oberst Robert Fierz, dem Direktor der Kriegstechnischen Abteilung und Rudolf Minger, dem Vorsteher des Eidgenössischen Militärdepartements, um vorrangige Liefergarantien für strategisches Material an die Alliierten.
David Victor Kelly war von 1942 bis 1946 britischer Botschafter in Argentinien, wobei vom 8. Juni 1944 bis zum 9. April 1945 die diplomatischen Beziehungen unterbrochen waren.
1951 wurde David Victor Kelly in den Ruhestand versetzt.

## Veröffentlichungen
- 39 Months with the ‘Tigers’, 1915–1918.
- The Human Background to Diplomacy, London, 1952.
- The ruling few. Deutsch von Elisabeth Guth: Die Herrschaft der Wenigen. 1963 (Erinnerungen).